# Bircham Newton
Bircham Newton är en ort i civil parish Bircham, i distriktet King's Lynn and West Norfolk, i grevskapet Norfolk i England. Orten är belägen 20 km från King's Lynn. Bircham Newton var en civil parish fram till 1935 när blev den en del av Bircham. Civil parish hade 487 invånare år 1931. Byn nämndes i Domedagsboken (Domesday Book) år 1086, och kallades då Niwetuna.